# Pomorska Brygada WOP

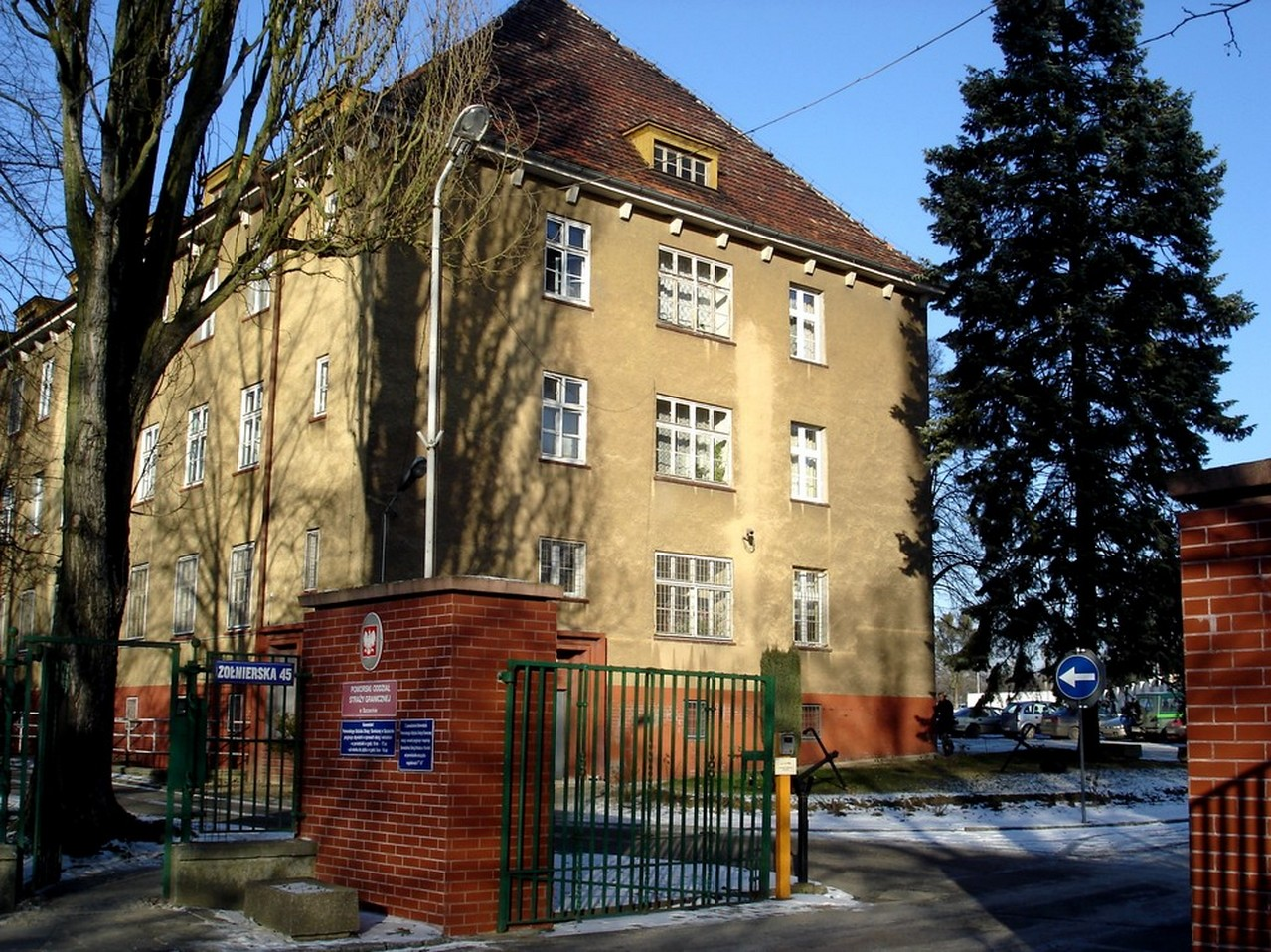
W tym budynku mieścił się sztab brygady

 Pomorska Brygada Wojsk Ochrony Pogranicza (PBWOP) – zlikwidowana brygada Wojsk Ochrony Pogranicza pełniąca służbę na granicy państwowej z Niemiecką Republiką Demokratyczną i granicy morskiej.

## Formowanie i zmiany organizacyjne
Sformowana na podstawie zarządzenia MSW nr 075/58 z 22 kwietnia 1958, na bazie 12 Brygady WOP, jako 12 Pomorska Brygada WOP. 
Sztab brygady mieścił się Szczecinie przy ul. Żołnierskiej 4.
W 1958 sformowano placówkę zwiadu w Międzyzdrojach i Samodzielną Eskadrę Lotnictwa Rozpoznawczego WOP w Szczecinie Dąbiu, przemieszczoną następnie do Wicka Morskiego.
W 1960 rozformowano dywizjon rzecznych kutrów pogranicza Szczecin, a w 1963 124 batalion WOP Police. Jego strażnice podporządkowano 123 batalionowi Szczecin. Jednocześnie zaprzestano konwojowania statków handlowych obcych bander na Zalewie Szczecińskim na trasie Szczecin-Świnoujście.
13.10.1960 sztab brygady został przeniesiony do wyremontowanego bloku koszarowego przy Żołnierskiej 5. W 1961 dowództwo posiadało kryptonim Ulewa.
Rozkazem organizacyjnym dowódcy WOP nr 0148 z 2.09.1963 przeformowano strażnice lądowe kategorii II Gryfino, kategorii III Widuchowa, Krajnik Górny, Pisek, Łysogórki, Czelin i Namyślin oraz kategorii IV Cedynia i Kostrzynek na strażnice WOP rzeczne kategorii I.

W 1962 wprowadzono nowy plan mobilizacyjny PM–62. Zakładał on na wypadek wojny znaczne rozwiniecie jednostki. Zgodnie z etatem czasu „P”, na dzień 1 lipca 1965 Brygada liczyła 3284 żołnierzy, a etat czasu „W” przewidywał 4069 żołnierzy. W ramach zadań mobilizacyjnych jednostka mobilizowała dywizjon OP Świnoujście (bez grupy kutrów) i rozformowywała Szkołę Podoficerów Sanitarnych.
31 maja 1968 przeformowano brygadę z etatu 352/70 na etat 33/12 o stanie osobowym 3143 żołnierzy i 51 pracowników cywilnych.
W 1976 rozformowano 122 batalion WOP i 123 batalion WOP, podporządkowując strażnice bezpośrednio dowódcy brygady. Z rozformowanych batalionów sformowano placówki zwiadu i kompanie odwodowe. Brygada przyjęła nazwę Pomorska Brygada WOP. W tym samym roku, w wyniku zmian organizacyjnych w Wojskach Ochrony Pogranicza, podporządkowano z Bałtyckiej Brygady WOP strażnicę WOP Rewal, samodzielną kompanię odwodową (sko) Mrzeżyno i GPK Mrzeżyno.

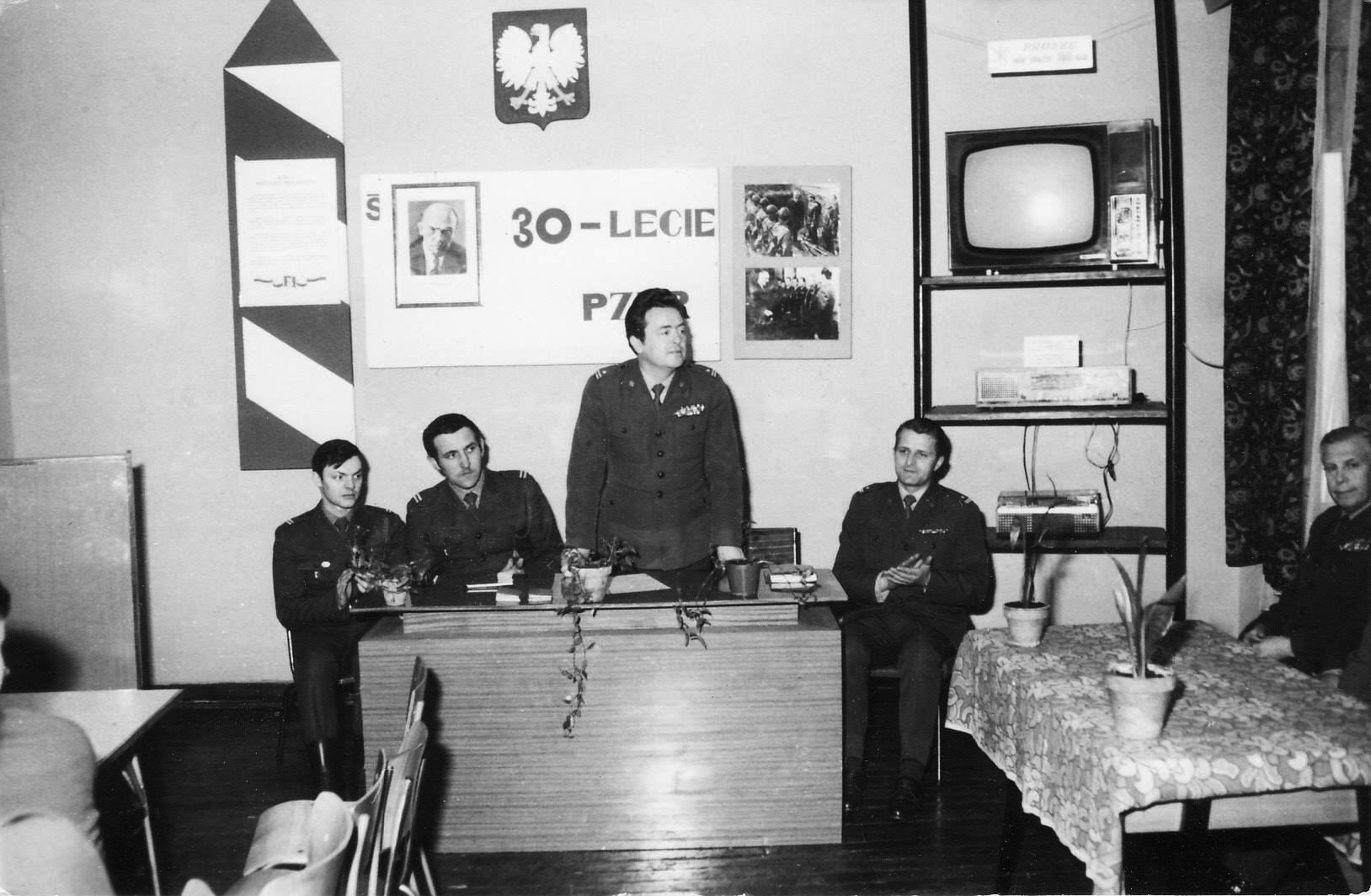
Świetlica 1 kompanii batalionu odwodowego. Przemawia d-ca batalionu odwodowego mjr Wandowicz, obok siedzi mjr Wiśniewski – batalion odwodowy Pomorskiej Brygady WOP w Szczecinie (lipiec 1978)

Po stanie wojennym odtworzono batalion graniczny PB WOP w Chojnie. W 1989 przyjęto do ochrony odcinek na Odrze od rozformowanej Lubuskiej Brygady WOP wraz z batalionem granicznym LB WOP w Słubicach oraz przejściami granicznymi: Kunowice, Świecko, Słubice i Kostrzyn.
17 grudnia 1989 brygada otrzymała Krzyż Komandorski Orderu Odrodzenia Polski.
W 1990 rozformowano batalion portowy Szczecin Dąbie. 
Pomorska Brygada WOP funkcjonowała do 15 maja 1991.
Zarządzeniem nr 012 Komendanta Głównego Straży Granicznej z 7 maja 1991 w sprawie rozwiązania jednostek WOP oraz utworzenia jednostek organizacyjnych Straży Granicznej Minister Spraw Wewnętrznych polecił z dniem 16 maja 1991 rozwiązać Pomorską Brygadę WOP w Szczecinie istniejącą według etatu nr 44/0102 o stanie osobowym na okres „W” 2002 żołnierzy i 70 pracowników cywilnych oraz na okres „P” 2010 żołnierzy i 111 pracowników cywilnych. Na jej bazie powstał oddział Straży Granicznej: Pomorski Oddział Straży Granicznej w Szczecinie. Oddziałowi została przydzielona nazwa związana z regionem, w którym działał.

## Struktura organizacyjna

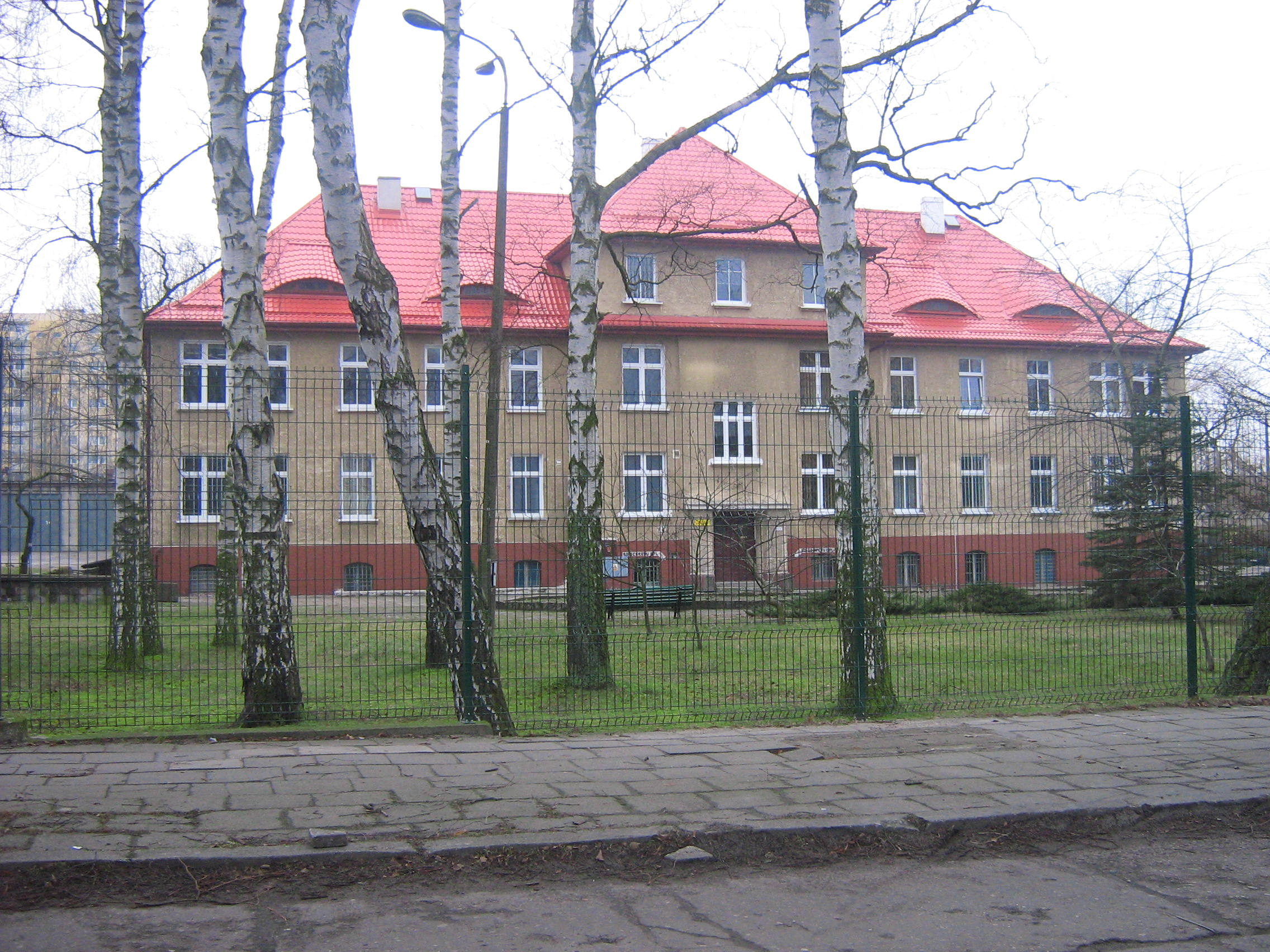
W tych koszarach stacjonował batalion WOP Świnoujście

- Dowództwo, sztab i pododdziały dowodzenia[i]
- 122 batalion WOP Chojna
- 123 batalion WOP Szczecin
- 124 batalion WOP Police
- 125 batalion WOP Świnoujście
- batalion portowy WOP Szczecin Dąbie
- Samodzielny batalion kutrów granicznych (dywizjon rzecznych kutrów pogranicza} Szczecin
- Flotylla morska WOP Trzebież
- Batalion portowy WOP Świnoujście
- Dywizjon okrętów pogranicza Świnoujście
- Graniczne placówki kontrolne:
  - GPK Widuchowo (rzeczna)
  - GPK Kołbaskowo (drogowa)
  - GPK Gumieńce (kolejowa)
  - GPK Trzebież (rybacka)
  - GPK Szczecin (morska)
  - GPK Świnoujście (morska)
  - GPK Dziwnów (rybacka).

W 1968 dowództwu brygady podlegały:
- Batalion nadmorski WOP Świnoujście
- Strażnice bezpośrednio podległe dowództwu:
  - nr 5 lądowa II kategorii Karszno
  - nr 6 lądowa II kategorii Myśliborz Wielki
  - nr 7 techniczna II kategorii Dobieszczyn
  - nr 8 techniczna II kategorii Stolec
  - nr 9 techniczna II kategorii Dobra
  - nr 10 techniczna II kategorii Kościno
  - nr 11 techniczna I kategorii Broniszewo
  - samodzielny pluton kontroli ruchu granicznego Kołbaskowo
  - nr 12 techniczna Kamieniec
  - Szkolna – Szczecin
- Batalion rzeczny WOP Chojna
- Batalion portowy Szczecin Dąbie.

Skład Pomorskiej Brygady WOP w 1990 przedstawiał się następująco: 
- Dowództwo, sztab i pododdziały dowodzenia
- Batalion WOP Słubice
- Batalion WOP Chojna
- Batalion WOP Świnoujście
- 29 strażnic WOP
- Graniczne placówki kontrolne:
  - GPK Kunowice (kolejowa)
  - GPK Świecko (drogowa)
  - Słubice (drogowa)
  - GPK Kostrzyń (kolejowa, rzeczna)
  - GPK Kołbaskowo (drogowa)
  - GPK Szczecin-Gumieńce (kolejowa)
  - GPK Szczecin (morska) (stacjonował w budynku Urzędu Celnego przy ul. Gdańskiej)
  - GPK Trzebież (rybacka)
  - GPK Świnoujście (morska)
  - GPK Dziwnów (rybacka).

Wykaz punktów obserwacji wzrokowo-technicznej w Pomorskiej Brygadzie WOP wg stanu z 1990:
- POWT nr 1 Podgrodzie
- POWT nr 2 Karsibór
- POWT nr 3 Świnoujście
- POWT nr 4 Przytor
- POWT nr 5 Międzyzdroje
- POWT nr 6 Grodno
- POWT nr 7 Kołczewo
- POWT nr 8 Międzywodzie
- POWT nr 9 Dziwnówek
- POWT nr 10 Pobierowo
- POWT nr 11 Rewal
- POWT nr 12 Niechorze
- POWT nr 13 Włodarka
- POWT nr 14 Mrzeżyno.

## Wydarzenia
- 1964 – na zagrożonych odcinkach strażnic lądowych w miejsce dotychczas przestarzałej sygnalizacji świetlnej rozpoczęto instalowanie urządzeń sygnalizacyjnych na podczerwień tzw. US-y[j]. Strażnice na których zostały zainstalowane te urządzenia nazwano strażnicami technicznymi, urządzenia te bowiem wymagały dobrze wyszkolonej obsługi do prawidłowego wykonania instalacji, zorganizowania właściwej eksploatacji i konserwacji. Główna uwaga w pełnieniu służby granicznej skupiała się na dozorze zainstalowanych na strażnicach urządzeń, które w dzień i w nocy zapewniały ciągłość ochrony granicy na całym ochranianym odcinku. Z powodu polepszenia warunków służby dotychczasowe stany osobowe strażnic zostały zmniejszone bez uszczerbku dla ochrony granicy państwowej [11].
- 1968 – Stocznia Marynarki Wojennej przekazała dla WOP pierwszą partię kutrów rozpoznawczych, które skierowano do służby rzecznej na odrzańskim odcinku granicy zachodniej Pomorskiej Brygady WOP (W latach następnych zaopatrzono w nie pozostałe strażnice rzeczne)[12].
- 1970–1971 – w celu natychmiastowego rozpoznania celów wykrytych przez stacje radiolokacyjne na wodach terytorialnych dla wybranych strażnic nadmorskich WOP przydzielono rzeczne kutry rozpoznawcze typu KR-70 po przystosowaniu ich do eksploatacji w warunkach morskich (Dopuszczenie kutrów rzecznych do służby na morzu było rozwiązaniem doraźnym)[13].
- 1973–1975 – wybrane strażnice nadmorskie WOP otrzymały ze stoczni w Ustce kutry przystosowane do służby morskiej przede wszystkim umożliwiające szybkie i bezpieczne potrafiące dobicie do plaż morskich (Prototyp takiego kutra opracowała, a następnie wykonała stocznia w Ustce w 1972. Podstawowym materiałem jaki użyto do jego budowy był laminat poliestrowo-szklany)[13].
- 13 grudnia 1981–22 lipca 1983 – (stan wojenny w Polsce), cały wysiłek służb przede wszystkim strażnic i GPK, skierowano na ochronę granicy oraz utrzymanie porządku i bezpieczeństwa w strefie nadgranicznej, współpracując ściśle z organami milicji i Służby Bezpieczeństwa. W strażnicach normę służby granicznej dla żołnierzy podwyższono z 8 do 12 godzin na dobę. Po wprowadzeniu ograniczeń w ruchu granicznym część niewykorzystanej kadry GPK przerzucono do strażnic w celu wspomożenia bezpośredniej ochrony granicy. Patrole wysyłane w teren zostały wzmocnione. Wyeliminowano służby składające się z jednego żołnierza. Ścisłą kontrolą objęto całą strefę nadgraniczną, sięgając niekiedy głębiej. Niektóre szlaki turystyczne zostały zamknięte, a ruch w strefie nadgranicznej został znacznie ograniczony. W stan gotowości były postawione wszystkie pododdziały odwodowe. Dla umocnienia bezpieczeństwa w strefie nadgranicznej organizowano stałe akcje penetracyjne terenu przez wszystkie służby, zwłaszcza lotne patrole na motocyklach lub samochodach osobowo-terenowych. Wzmocniono kontrolę ruchu jednostek pływających. Mimo utrudnionych warunków nie zaprzestano współpracy z ludnością pogranicza[14].

## Sąsiednie brygady
- Lubuska Brygada WOP ⇔ Bałtycka Brygada WOP – 1.01.1958–11.1989[4]
- Łużycka Brygada WOP[15] ⇔ Bałtycka Brygada WOP – 12.1989–04.1990[5]
- Łużycka Brygada WOP ⇔ Bałtycki Oddział WOP – 04.1990–15.05.1991[5].

## Oficerowie brygady

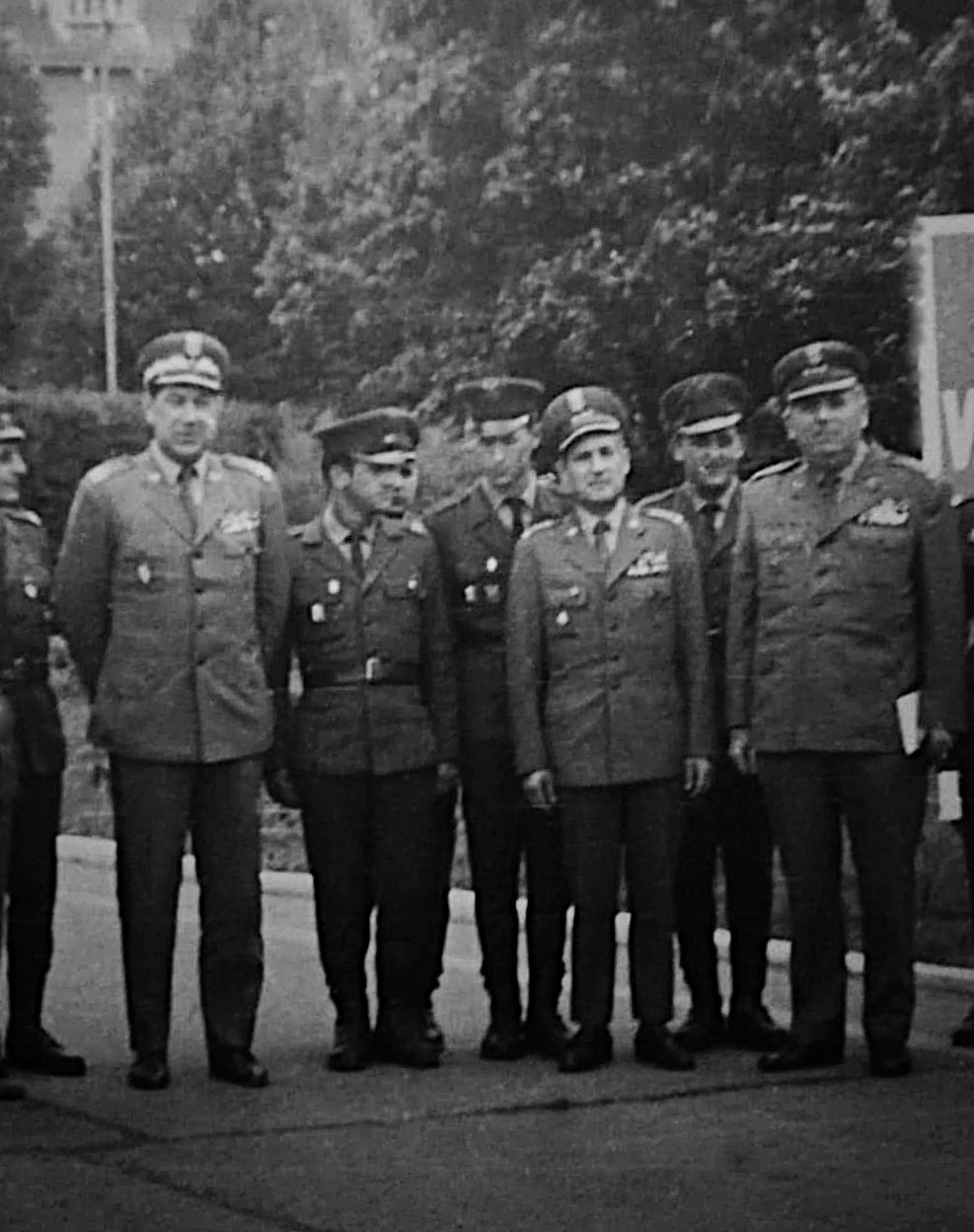
Kadra oficerska WOP z żołnierzami. Oficerowie od lewej: 1. gen. bryg. Czesław Stopiński (d-ca WOP), 2. płk Ryszard Olejak (d-ca PB WOP), 3. płk Zdzisław Czech (z-ca d-cy PB WOP ds. politycznych) (1973)

| Dowódcy brygady            | Dowódcy brygady |
| -------------------------- | --------------- |
| płk Tadeusz Tymicki        | do 1.07.1958    |
| ppłk Zdzisław Czech        | do 29.08.1960   |
| płk Roman Wasilkowski      | do 10.09.1967   |
| płk Czesław Stopiński      | do 16.09.1971   |
| płk Ryszard Olejak         | do 30.11.1977   |
| płk Zdzisław Czech         | do 10.08.1984   |
| płk Henryk Grzybowski      | do 11.02.1991.  |
| Kierownicy sekcji KRG      |                 |
| kpt. Izydor Gerber         |                 |
| kpt. Jerzy Jakubiak        |                 |
| ppłk Stanisław Rutkowski   |                 |
| ppłk Jan Piotrowski        |                 |
| ppłk Stefan Gorzelak       |                 |
| ppłk Mieczysław Koladyński |                 |
| ppłk Roman Drabarek.       |                 |

## Upamiętnienie
- 2025 – 6–7 czerwca w Szczecinie z inicjatywy Zarządu Głównego Związku Emerytów i Rencistów Straży Granicznej na terenie Placówki Straży Granicznej w Szczecinie, gdzie swoją siedzibę miała Pomorska Brygada Wojsk Ochrony Pogranicza odbyły się jubileuszowe uroczystości związane z 80. rocznicą objęcia ochroną granicy RP (wschodni brzeg Odry i Bystrzycy) przez 5 dywizji wydzielonych z 2 Armii Wojska Polskiego, które później przekształciły się w Wojska Ochrony Pogranicza. W skład Komitetu Organizacyjnego weszli, oprócz ZEiRSG, również przedstawiciele niżej wymienionych organizacji:
- Stowarzyszenie Weteranów Polskich Formacji Granicznych
- Związek Weteranów i Rezerwistów WP im. Gen. Franciszka Gągora
- Związek Inwalidów Wojennych RP
- Stowarzyszenie Byłych Żołnierzy i Funkcjonariuszy Służb Granicznych Rzeczypospolitej Polskiej – Granica
- Klub Generałów i Admirałów Straży Granicznej RP
- Bractwo Motocyklowe WOP
- Związek Byłych Żołnierzy Wojsk Ochrony Pogranicza zrzeszające żołnierzy służby zasadniczej pełniących służbę w poszczególnych brygadach WOP.

Patronat Honorowy nad uroczystością objęli: Sekretarz Stanu w MSWiA, Wiesław Szczepański oraz Komendant Morskiego Oddziału Straży Granicznej, kontradm. SG Andrzej Prokopski. Ponadto w Komitecie Honorowym byli: Wojewoda Zachodniopomorski, Adam Rudawski, Dyrektor ZER MSWiA, Magdalena Bednarz, i płk SG w st. spocz. Jerzy Prochwicz, były Kierownik Archiwum Straży Granicznej w Kętrzynie.
Z okazji 80. Rocznicy objęcia ochroną granic Polski przez Wojska Ochrony Pogranicza, ustanowiony został przez Zarząd Główny Związku medal pamiątkowy, który otrzymują weterani służby w WOP i Straży Granicznej oraz osoby zasłużone w propagowanie idei ochrony granicy państwowej”. Medale pamiątkowe zostały uroczyście wręczone, w obecności wszystkich zgromadzonych. Łącznie podczas obchodów 80. rocznicy utworzenia WOP uhonorowano ponad 250 osób, w tym nieobecni na uroczystości otrzymali medale podczas lokalnie organizowanych ważnych spotkań w Regionach Związku. Przewodniczący Komitetu Organizacyjnego ppłk rez. SG Andrzej Budzyński i Prezes ZEiRSG st. chor. sztab. SG rez. Sławomir Matusewicz odsłonili tablicę pamiątkową przed obeliskiem z nazwiskami żołnierzy, którzy zginęli w ochronie granicy na odcinku Pomorskiej Brygady WOP.

## Przekształcenia
3 Oddział Ochrony Pogranicza → 3 Szczeciński Oddział WOP → 8 Brygada Ochrony Pogranicza → 12 Brygada WOP → 12 Pomorska Brygada WOP → Pomorska Brygada WOP → Pomorski Oddział Straży Granicznej